# Калчинате
Калчинате (итал. Calcinate) је насеље у Италији у округу Бергамо, региону Ломбардија.
Према процени из 2011. у насељу је живело 5152 становника. Насеље се налази на надморској висини од 189 м.

## Становништво
| 1936. | 1951. | 1961. | 1971. | 1981. | 1991. | 2001. | 2011. |
| ----- | ----- | ----- | ----- | ----- | ----- | ----- | ----- |
| 3.061 | 3.159 | 3.160 | 3.160 | 3.603 | 3.935 | 4.665 | 5.782 |